# María Mercedes Carranza
María Mercedes Carranza (née à Bogota en Colombie le 24 mai 1945, morte le 11 juillet 2003) est une poétesse et journaliste colombienne. Elle a également été éditrice et critique littéraire.

## Œuvres

### Recueils de poèmes
- 1972 : Vainas y otros poemas (Coquilles et autres poèmes)
- 1983 :Tengo miedo (J'ai peur)
- 1993 : Maneras de desamor (Manières de désamour)
- 1987 : Hola, soledad (Salut, solitude)
- 1997: El canto de las moscas (Le Chant des mouches)
- 2013 : Otro camino (Un autre chemin), anthologie poétique bilingue. Traduction en français de Brigitte Le Brun Vanhove, éditions L'Oreille du Loup

### Autres livres
- 1972 : Nueva poesía colombiana (Nouvelle poésie colombienne)
- 1972 : Siete cuentistas jóvenes (Sept jeunes écrivains)
- 1976 : Estravagario
- 1982 : Antología de la poesía infantil colombiana (Anthologie de la poésie pour enfants colombienne)
- 1985 : Carranza por Carranza (sur son père Eduardo Carranza) (Carranza pour Carranza)